# 圣奇普里亚诺波
圣奇普里亚诺波（義大利語：San Cipriano Po），是意大利帕维亚省的一个市镇。总面积8.67平方公里，人口506人，人口密度58.4人/平方公里（2009年）。国家统计（ISTAT）代码为018133。